# Stephen Ambrose
Stephen Edward Ambrose, född 10 januari 1936 i Lovington, Illinois , död 13 oktober 2002 i Bay St. Louis, Mississippi, var en amerikansk historiker och författare, som skrev biografier om bland andra presidenterna Dwight Eisenhower och Richard Nixon.
Ambrose växte upp i Whitewater, Wisconsin. Han arbetade mellan 1960 och 1995 som lektor och professor i historia, huvudsakligen vid University of New Orleans. Han är mest känd för sina böcker om andra världskriget som exempelvis Band of Brothers, Currahee, Pegasus Bridge och Citizen Soldier. Boken Band of Brothers har filmatiserats i form av en TV-serie med samma namn.